# Ceromitia phaeocoma
Ceromitia phaeocoma là một loài bướm đêm thuộc họ Adelidae. Loài này có ở Zimbabwe.